# European Tour '87
European Tour '87 é o primeiro álbum ao vivo da banda de punk rock brasileira Cólera, gravado em tape-deck durante sua turnê européia (a primeira de uma banda punk rock brasileira) em 1987 e lançado em formato LP pelo selo A. Indie Records em 1988.    
Relançado pelo selo Devil Discos em 1991.

## Faixas

### Lado A
1. "Medo"
2. "São Paulo"
3. "Vivo na Cidade"
4. "Continência"
5. "Gritar"
6. "Amnésia"
7. "Duas Ogivas"

### Lado B
1. "1.9.9.2."
2. "X.O.T."
3. "Em Você"
4. "Palpebrite"
5. "Subúrbio Geral"
6. "Pela Paz"